# Нга Ара

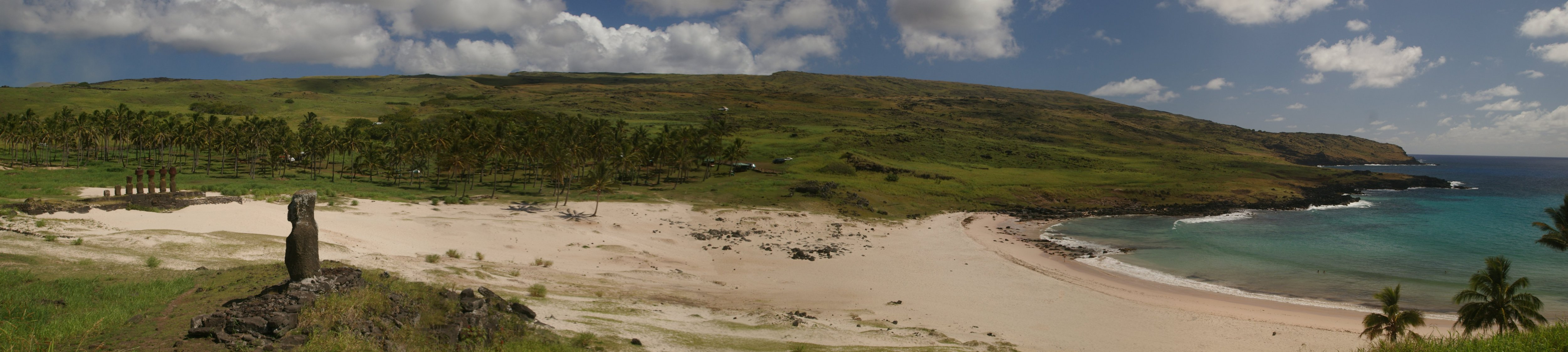
Пляж в заливе Ананеа, на котором рапануйцы проводили свои празднества

Нга Ара (правление: 1835—1860) — король Рапануи. Был последним великим «ариками».

## Биография
Нга Ара стал королем после смерти его отца в 1835 году. В то время, когда он стал «ариками», настоящая власть на острове лежала в руках жреца Бердмана «Оронго». Чтобы взять контроль над островом у жрецов, король учредил праздник. Люди собирались в заливе Ананеа один раз в год, сотни участников присутствовали на этих празднествах. Королю постепенно удалось завоевать популярность благодаря этим праздникам. После смерти Нга Ара остров подвергся нападению перуанских работорговцев.